# Geografia física
La geografia física és la branca de la geografia que aborda l'estudi de les característiques naturals existents a la superfície de la Terra, és a dir, l'estudi de les condicions de la natura o el paisatge natural.
La superfície terrestre no és homogènia i varia d'un lloc a un altre a causa de la dinàmica interrelacionada dels diferents factors geogràfics entre si, i a causa d'altres factors. La manifestació local, producte d'aquesta dinàmica, es coneix amb el nom de paisatge, que en geografia és un fenomen d'especial interès i que molts consideren l'objecte d'estudi de la geografia.
L'evolució del paisatge, producte de la dinàmica de la superfície terrestre, és explicada pel cicle geogràfic. Des d'un punt de vista teòric, el cicle comença amb l'aixecament del relleu per processos geològics (falles, vulcanisme, sollevament tectònic, etc.). Els rius i l'escorrentia superficial comencen a crear les valls de forma de V entre les muntanyes (l'etapa anomenada joventut). Durant aquesta primera etapa, el relleu és més escarpat i més irregular. En un cert termini, els corrents poden tallar valls més amples (maduresa) i després començar a serpentejar, i a sobresortir-ne només suaus turons (senectut). Finalment, tot arriba a ser una planícia, un pla en l'elevació més baixa possible (anomenat nivell de base). Llavors, hi ha un altre aixecament de muntanyes i el cicle torna a començar.

## Factors
Els factors involucrats en la dinàmica evolutiva del paisatge es poden classificar en quatre grups:
Factors geogràficsEl relleu es veu afectat tant per factors biòtics com abiòtics, dels quals es consideren pròpiament geogràfics aquells d'abiòtics d'origen exogen, com ara el relleu, el sòl, el clima i els cossos d'aigua. El clima es compon d'elements com ara la pressió, la temperatura i els vents. L'aigua superficial comprèn l'acció del vessament, l'acció fluvial i marina. Els gels, el modelat glacial, entre d'altres. Tots són factors que n'ajuden a la modelització, i afavoreixen els processos erosius.
Factors biòticsL'efecte dels factors biòtics sobre el relleu sol oposar-se als processos de modelatge, especialment considerant-hi la vegetació, però hi ha molts animals que col·laboren en el procés erosiu, com ara els caprins.
Factors geològicsPer exemple, la tectònica, el diastrofisme, l'orogènesi i el vulcanisme, són processos constructius i d'origen endogen que s'oposen a la modelització i interrompen el cicle geogràfic.
Factors antròpicsL'acció humana sobre el relleu és molt variable, depenent de l'activitat que s'hi realitzi; en aquest sentit i com comunament passa amb l'ésser humà, és molt difícil generalitzar, i pot incidir a favor o en contra dels processos erosius.
Encara que els diferents factors que influeixen en la superfície terrestre es veuen inclosos en la dinàmica del cicle geogràfic, només els factors geogràfics contribueixen sempre en direcció al desenvolupament del cicle i al seu fi últim, el peneplà. Mentre que la resta dels factors (biològics, geològics i antròpics) interrompen o pertorben el desenvolupament normal del cicle.

## Disciplines
Cada branca de la geografia física estudia un component específic del paisatge o les interrelacions entre factors geogràfics. Nombroses branques constitueixen la geografia física i, entre aquestes, destaquen:
- La climatologia, que emfasitza l'estudi del clima. Un antic i valuós manual d'aquesta ciència és el d'Austin Miller. El desenvolupament i divulgació de programes d'accés lliure amb imatges via satèl·lit de la superfície terrestre, que inclouen els patrons i processos atmosfèrics (centres d'acció, com ara els anticiclons i depressions) han fet créixer ràpidament aquesta ciència i la seva interpretació, tot i que els resultats de les noves tecnologies encara estan per veure's d'una manera més completa i coherent.
- La geomorfologia, que és l'estudi i comprensió de les formes del relleu de la superfície terrestre (muntanya, altiplà, plana sobre conques sedimentàries, volcans, etc.). Inclou també els processos que van originar aquestes formes del relleu i els processos geomorfològics actuals: meteorització, erosió, sedimentació, esllavissades en massa, etc. Fou una branca fundada a principis del segle xx pel geògraf nord-americà William Morris Davis, i actualment nombrosos geògrafs de moltes nacionalitats han desenvolupat aquesta disciplina, com per exemple, els francesos Jean Tricart, Emmanuel de Martonne, Max Derruau, Roland Paskoff i d'altres.
- Orografia. Part de la geografia física que tracta sobre la descripció i estudi de les muntanyes.
- Hidrografia i hidrologia. Són les ciències que estudien les aigües continentals (bàsicament, rius, llacs i aigües subterrànies): els rius i les seves conques (llits, cabal hidrogràfic, xarxes hidrogràfiques, curs superior, mitjà i inferior, aprofitament hidràulic, règim fluvial, dinàmica fluvial, etc.).
- La glaciologia, a diferència de la hidrografia, es preocupa pels cossos d'aigua en estat sòlid, com ara la glacera, els casquets, els icebergs, les plataformes de gel, etc.
- La geocriologia, que es dedica a l'estudi del pergelisòl.
- Oceanografia. Estudi dels oceans: característiques hidrològiques, físiques, biològiques, econòmiques, moviments de les aigües oceàniques, com ara les ones, marees, corrents oceànics, etc.
- Geografia litoral. Es dedica a l'estudi de les dinàmiques dels paisatges costaners.
- Biogeografia, amb les seves branques, la fitogeografia o geografia de les plantes, zoogeografia o geografia dels animals i l'ecologia del paisatge.
- Pedologia, que estudia els sòls des del punt de vista geogràfic.
- La paleogeografia, branca encarregada d'investigar i reconstruir la geografia d'èpoques passades i la seva evolució, de gran importància per a la resta de la geografia física, ja que serveix per a comprendre millor la dinàmica actual de la geografia del nostre planeta.
- L'estudi dels riscos naturals, ja que, malgrat que el nombre de desastres naturals no ha augmentat en els darrers anys, sí que ha augmentat el nombre de persones a qui afecten. És un tema del qual també s'ocupa la geografia humana.

## Història de la geografia física
A partir del naixement de la geografia com a ciència durant l'època clàssica grega i fins a finals del segle xix amb el naixement de l'antropogeografia o geografia humana, la geografia va ser gairebé exclusivament una ciència natural: l'estudi descriptiu de localització i la toponímia de tots els llocs del món conegut. Diverses obres, entre les més conegudes durant aquest llarg període, podrien citar-se'n com a exemple, des de les d'Estrabó (Geografia), Eratòstenes (Geografia) o Dionís Periegeta (Periegesis  Oiceumene) a l'edat antiga, fins a les d'Alexander Von Humboldt (Cosmos) en el segle xix, en les quals es considerava a la geografia com una ciència fisiconatural, per descomptat, passant per l'obra Summa de Geografia, de Martín Fernández de Enciso, de començaments del segle xvi, en què apareix assenyalat per primera vegada el Nou Món.
Entre els segles xviii i xix, una polèmica presa de la geologia, entre els partidaris de James Hutton (tesi de l'uniformisme) i Georges Cuvier (catastrofisme), va influir poderosament en el camp de la geografia.
Dos processos desenvolupats durant el segle xix van tenir una gran importància en el desenvolupament posterior de la geografia física: el primer es refereix a l'imperialisme colonial europeu a Àsia, Àfrica, Austràlia i fins i tot a Amèrica, a la recerca de les matèries primeres exigides per la Revolució Industrial, que va contribuir al fet que es creessin i s'invertís en els departaments de geografia de les universitats de les potències colonials, i al naixement i desenvolupament de les societats geogràfiques nacionals, i que donà origen, així, al procés identificat per Horaci Capel com la institucionalització de la geografia. Un dels imperis més prolífics en aquest sentit va ser el rus. A mitjan segle xviii, nombrosos geògrafs són enviats per l'almirallat rus en diferents ocasions per realitzar aixecaments geogràfics a la zona de l'Àrtida siberiana. Entre aquests, es troba qui és considerat el patriarca de la geografia russa: Mikhaïl Lomonóssov, qui, a mitjan decenni de 1750, comença a treballar en el departament de geografia de l'Acadèmia de Ciències per a realitzar investigacions a Sibèria; les seves aportacions en aquest sentit són notables: demostra l'origen orgànic del sòl, desenvolupa una llei general sobre el moviment dels gels que encara és vigent, i funda així una nova branca geogràfica: la glaciologia. En 1755, per iniciativa seva, es funda la Universitat de Moscou, on promou l'estudi de la geografia i la formació de geògrafs. El 1758, és nomenat director del departament de geografia de l'Acadèmia de Ciències, lloc des del qual elaboraria una metodologia de treball per a l'aixecament geogràfic, que guiaria per molt de temps les més importants expedicions i estudis geogràfics a Rússia. D'aquesta manera, la línia de Lomonóssov va continuar, i les aportacions de l'escola russa es van anar multiplicant mitjançant els seus deixebles, ja en el segle xix tenim grans geògrafs com ara Vassili Dokutxaiev, qui va realitzar obres de gran rellevància, com el Principi de l'anàlisi integral del territori, i els Chernozem russos, aquesta última la més important, on introdueix el concepte geogràfic de sòl, distingint-lo d'un simple estrat geològic, i fundant d'aquesta manera una nova àrea d'estudi geogràfic: la Podologia o edafologia. La climatologia rebria també un fort impuls des de l'escola russa mitjançant Wladimir Peter Köppen, la principal aportació del qual, la seva classificació climàtica, segueix vigent avui en dia, encara que amb algunes modificacions i millores. No obstant això, aquest gran geògraf físic també va contribuir a la paleogeografia mitjançant el seu treball Els climes del passat geològic, pel qual se'l considera el pare de la paleoclimatologia. Altres geògrafs russos que van realitzar grans aportacions a la disciplina en aquest període van ser N. M. Sibirtsev, Piotr Semionov, K. D. Glinka, Neustrayev, entre d'altres.
El segon procés important en va ser la teoria de l'evolució formulada per Charles Robert Darwin a mitjan segle xix (que va influir decisivament en l'obra de Ratzel, que posseïa una formació acadèmica com a zoòleg i era seguidor de les idees de Darwin), la qual cosa va significar un important impuls en el desenvolupament de la biogeografia.
Un altre esdeveniment important a la fi del segle xix i principis del XX donarà un gran impuls al desenvolupament de la geografia i tindrà lloc als Estats Units. Es tracta del treball del famós geògraf William Morris Davis, que no només va realitzar importants aportacions en l'establiment de la disciplina al seu país, sinó que va revolucionar-ne el camp en desenvolupar la teoria del cicle geogràfic, la qual va proposar com a paradigma per a la geografia en general, encara que, en realitat, va servir com a paradigma per a la geografia física. La seva teoria explicava que les muntanyes i altres accidents geogràfics estan modelats per la influència d'una sèrie de factors que es manifesten en el cicle geogràfic. Encara que la teoria de Davis no és enterament exacta, era absolutament revolucionària i excepcional en el seu temps i ajudava a modernitzar la geografia i a crear el subcamp de la geomorfologia. Les seves implicacions impulsaren una infinitat d'investigacions en diferents branques de la geografia física. Pel que fa a la paleogeografia, aquesta teoria va aportar un model per a comprendre l'evolució del paisatge. Per a la hidrologia, la glaciologia i la climatologia, va ser un impuls en la investigació dels factors geogràfics que estudien, modelen el paisatge i n'influeixen en el cicle. El gruix dels treballs de William Morris Davis van conduir al desenvolupament d'una nova branca de la geografia física: la geomorfologia, els continguts fins aleshores no es diferenciaven de la resta de la geografia. Al cap de poc, aquesta branca presenta un gran desenvolupament. Alguns dels seus deixebles van realitzar importants aportacions en diferents branques de la geografia física i humana, com ara Curtis Marbut amb el seu preat llegat per a la pedologia, i Mark Jefferson, Isaiah Bowman, entre d'altres.

## Geògrafs físics notables
- Eratòstenes (276-194 aC), qui va fer la primera estimació fiable de la coneguda grandària de la Terra, a més de ser considerat el pare de la geografia.
- Ptolemeu (c.90-c.168), qui va compilar coneixement grec i romà per produir el llibre Geographia.
- Abu Rayhān Biruni (973-1048 dC), considerat el pare de la geodèsia.
- Ibn Sina (Avicenna, 980-1037), qui va formular la llei de superposició i el concepte de l'uniformisme en el Llibre de la curació.
- Muhammad al-Idrisi (1100-1165 dC), qui va realitzar la Rogeriana Tabula, el mapa del món més precís en l'edat mitjana.
- Piri Reis (1465-1554), un dels seus mapes és el mapa del món més antic conservat que inclou Amèrica i l'Antàrtida.
- Gerardus Mercator (1512-1594), va innovar en el camp de la cartografia i va ser el creador de la projecció de Mercator.
- Bernhardus Varenius (1622-1650), va escriure el seu important treball Geografia General (1650), primera visió general de la geografia, que va significar la fundació de la geografia moderna.
- Mikhaïl Lomonóssov (1711-1765), pare de la geografia russa i fundador de la glaciologia.
- Alexander Von Humboldt (1769-1859), va publicar el seu llibre Kosmos i va fundar l'estudi de la biogeografia.
- Arnold Henry Guyot (1807-1884), que va destacar l'estructura de les glaceres i ha permès conèixer més profundament el moviment de les glaceres, sobretot en el flux de gel fix.
- Louis Agassiz (1807-1873), autor d'una teoria glacial que discuteix la noció d'una Terra estacionària de refredament.
- Alfred Russel Wallace (1823-1913), fundador de la biogeografia moderna i de la línia de Wallace.
- Vassili Dokutxaiev (1840-1903), patriarca de la geografia russa i fundador de la podologia.
- Wladimir Peter Köppen (1846-1940), creador de la classificació climàtica més important i fundador de paleoclimatologia.
- William Morris Davis (1850-1934), pare de la geografia nord-americana, fundador de l'Associació Americana de Geògrafs, cofundador de la National Geographic Society, fundador de la geomorfologia i desenvolupador de la teoria del cicle geogràfic.
- Sir Ernest Shackleton (1874-1922), explorador de l'Antàrtida durant l'edat heroica de l'exploració antàrtica.
- Robert E. Horton (1875-1945), fundador de la hidrologia moderna i creador de conceptes hidrològics bàsics, com la capacitat d'infiltració i l'escorrentia.
- J. Harlen Bretz (1882-1981), pioner en la recerca de la formació de paisatges per inundacions catastròfiques, especialment per les inundacions del Bretz (Missoula).
- Willi Dansgaard (nascut el 1922), paleoclimatòleg i quaternarista, va tenir un paper decisiu en l'ús d'isòtops d'oxigen per a la datació i va ser coidentificador dels esdeveniments Dansgaard-Oeschger.
- Hans Oeschger (1927-1998), paleoclimatòleg i pioner en la investigació de nuclis de gel, coidentificador dels esdeveniments Dansgaard-Orschger.
- Richard Chorley (1927-2002), un element clau per a la revolució quantitativa i l'ús de la teoria de sistemes en la geografia.
- Sir Nicholas Shackleton (1937-2006), qui va demostrar que les oscil·lacions en el clima durant els últims milions d'anys podrien estar relacionades amb variacions en la relació orbital i de posició entre la Terra i el Sol.
- Stefan Rahmstorf (nascut el 1960), professor dels canvis climàtics abruptes i autor de les teories de la dinàmica termohalina.